# اتحادیه لاتا
اتحادیه لاتا (به لاتین: Lata Union) یک منطقهٔ مسکونی در بنگلادش است که در Paikgachha Upazila واقع شده‌است.